# Acraea actinotina
Acraea actinotina är en fjärilsart som beskrevs av Percy I. Lathy 1903. Acraea actinotina ingår i släktet Acraea och familjen praktfjärilar. Inga underarter finns listade i Catalogue of Life.